# Jeff Farmer
Jeffrey Farmer (New York, 14 agosto 1962) è un wrestler statunitense.
Noto per il periodo trascorso nelle federazioni World Championship Wrestling (WCW) e New Japan Pro-Wrestling (NJPW) dove interpretava la gimmick di nWo Sting, una versione fasulla dello Sting originale, affiliata alla stable New World Order.

## Carriera

### Inizi (1991-1993)
Farmer esordì nel wrestling alla fine del 1991 all'età di 29 anni con il nome Lightning nel tag team "Thunder and Lightning" nella IWF in Florida. Nell'agosto 1993, la coppia fece una tournée nella All Japan Pro Wrestling, affrontando team quali Dan Kroffat & Doug Furnas, Jun Akiyama & Tsuyoshi Kikuchi e Mighty Inoue & Takao Omori. Mentre si trovavano nella promozione, lottarono come "Lightning & Thunder".

### World Championship Wrestling (1993-1994)
Nel 1993 i Thunder and Lightning furono messi sotto contratto dalla World Championship Wrestling (WCW). Esordirono a WCW Worldwide il 10 luglio 1993 (in una puntata che sarebbe andata in onda il 13 novembre seguente), sconfiggendo Billy Brooks & Rhett Blair. Il debutto televisivo vero e proprio avvenne il 29 agosto 1993 a The Main Event, dove aggredirono Chris Benoit & Bobby Eaton. Il successivo match dei Thunder & Lightning vide la loro prima sconfitta, per mano di Yoshi Kwan (Chris Champion) & Bobby Eaton, il 28 settembre a Kennesaw, Georgia.
Sul finire dell'anno, Thunder & Lightning lottarono in numerosi house show. L'11 dicembre 1993 a WCW Saturday Night, la coppia gettò una sfida ai campioni WCW di tag team The Nasty Boys.
Il 1994 cominciò positivamente con varie vittorie per il duo, ma la prima sconfitta arrivò il 20 febbraio 1994, ad opera dei Pretty Wonderful a The Main Event. La prima apparizione in PPV si ebbe a SuperBrawl IV dove la coppia fu sconfitta dagli Harlem Heat. Persero anche con i Bad Attitude (Steve Keirn & Bobby Eaton) e nuovamente con i Pretty Wonderful. L'ultimo incontro dei Thunder & Lightning fu tuttavia una vittoria; infatti il 30 aprile 1994 (insieme a Terry Taylor) sconfissero Tex Slazenger, Shanghai Pierce & Dallas Page a WCW Pro. Farmer lasciò la WCW nella primavera 1994.

### Circuito indipendente (1994-1995)
Nel luglio 1994, Farmer lottò in alcune federazioni regionali affiliate alla National Wrestling Alliance nel Tennessee e in Carolina. Nel febbraio 1995, lui e il collega ex wrestler WCW Jim Steele lottarono in un dark match per la World Wrestling Federation.

### World Championship Wrestling & New Japan Pro-Wrestling (1995–2002)

#### Cobra (1995)
Farmer tornò in WCW nel luglio 1995 come Cobra per avere un feud con Craig Pittman. Cobra fece il suo esordio in WCW il 9 settembre 1995 a WCW Worldwide, sconfiggendo The Grappler con la sua mossa finale Cobra clutch slam. Bobby "The Brain" Heenan e "Mean" Gene Okerlund spiegarono le origini di Cobra (kayfabe) raccontando che aveva combattuto nella Guerra del golfo. Sgt. Craig Pittman, un vero sergente dei Marines, aveva abbandonato Cobra nella giungla, per poi riferire che aveva disertato. Cobra perse il grado e il rispetto dei commilitoni, imparò a lottare, e venne in WCW per vendicarsi di Pittman. La rivalità ebbe però vita breve, con Pittman che sconfisse Cobra per sottomissione nel corso di un breve match, anche se nel rematch della settimana successiva, vinse Cobra.

#### nWo Sting (1996-1999)
Il nWo era in guerra con Sting, uno dei sostenitori più leali della WCW, sin dalla sua formazione nel luglio 1996. Come parte di un elaborato piano, Farmer debuttò come “Sting” il 9 settembre 1996 a Monday Nitro dove assalì Lex Luger, uscendo da una limousine del nWo. Questo portò Luger, alleato di Sting, suo amico e partner di tag team, a dubitare pubblicamente della sua lealtà. A Fall Brawl 1996, mentre il Team WCW veniva intervistato, arrivò Sting e disse di non avere niente a che fare con l'aggressione. Luger disse a Sting di non credergli. In seguito, nel War Games match, l'ultimo uomo a salire sul ring per il Team nWo fu “Sting” (Farmer), fatto che portò il pubblico (inclusi i telecronisti) a credere che Sting fosse entrato nel nWo passando quindi dalla parte dei "malvagi". Tuttavia, il verò Sting arrivò come ultimo uomo del Team WCW. Dopo aver sbaragliato da solo il Team nWo, Sting si rivolse a Luger e gli disse: "Questo ti basta?", per poi andarsene. Farmer ottenne comunque la vittoria nel match per il Team nWo quando costrinse Luger a cedere per dolore imprigionandolo nella Scorpion death lock.
Nel frattempo Sting cominciò ad evolvere la sua gimmick rendendola più dark, ispirandosi al personaggio di Brandon Lee nel film Il corvo, con il personaggio impostore di Farmer a fungere da catalizzatore. Farmer, ora adottando il ring name nWo Sting, divenne un personaggio comico in WCW, imitando i classici manierismi di Sting, ma ora vestito da dark Sting. Sfortunatamente per lui, questo di solito portava il vero Sting ad attaccarlo e Farmer finiva inevitabilmente KO. Negli incontri, nWo Sting di solito perdeva contro gli avversari o aveva bisogno dell'aiuto dell'intera nWo per vincere. Gli annunciatori televisivi lo chiamavano impostore, falso o fasullo Sting. L'annunciatore ex wrestler Larry Zbyszko lo soprannominò "Stink" ("puzza"). Il resto del nWo lo ignorava completamente se il vero Sting era nei paraggi, perché stavano cercando di reclutarlo. Quando fu reso noto che Sting si era schierato con la WCW, Eric Bischoff promise un'intervista a Sting, ma invece portò nWo Sting che insultò il vero Sting e lodò Hollywood Hogan.
Nel marzo 1997 Farmer si unì alla fazione nWo Japan nella New Japan Pro-Wrestling e cominciò a dividersi tra NJPW e WCW. Mentre era in Giappone, la sua popolarità crebbe e divenne un membro prominente del gruppo, lottando spesso in coppia con il leader Masahiro Chono. In Giappone divenne addirittura più famoso del vero Sting, e, come risultato, vi trascorse sempre più tempo. Nel novembre 1997 lottò in coppia con Hiroyoshi Tenzan per partecipare alla 1997 Super Grade Tag League. La coppia ottenne tre vittorie.
Nel maggio 1998 nWo Sting si unì al nWo Hollywood e cominciò a lottare in coppia con The Giant. Egli aveva vinto in precedenza il WCW World Tag Team Championship con il vero Sting, ma il team era imploso quando The Giant era entrato nel nWo Hollywood. Il 25 maggio 1998 a Monday Nitro, la coppia nWo Sting & Giant perse contro Lex Luger & Sting, che poi entrarono nella fazione nWo Wolfpac. Farmer fece un'ultima apparizione come falso Sting il 5 luglio 1999 a Monday Nitro, quando interferì nel match tra Kevin Nash e Sid Vicious.
nWo Sting tornò quindi in Giappone, dove divenne un favorito del pubblico. Chono, leader del nWo Japan, si infortunò al collo e lasciò il comando a Keiji Muto che volle cambiare la filosofia del gruppo. Nel maggio 1999 Chono tornò dall'infortunio e cominciò un feud con Muto per il controllo della fazione. nWo Sting lasciò il gruppo e si schierò con Chono.

#### Team 2000 & New Japan Army (1999-2002)
Dopo aver lasciato l'nWo Japan, Farmer cambiò il proprio ring name in Super J, e insieme a Chono e Michael Wallstreet formò la fazione Team 2000 in contrapposizione al nWo Japan. Le due stable si scontrarono per i successivi sette mesi prima che la faida culminasse all'evento Wrestling World 2000, dove il Team 2000 sconfisse l'nWo Japan, costringendo il gruppo allo scioglimento e a confluire nel Team 2000.
Super J fu ben accolto dal pubblico giapponese diventando anche un membro rilevante del Team 2000. Prima che la compagnia chiudesse nel marzo 2001 venendo rilevata dalla WWE, il team fece un'apparizione nella WCW il 17 gennaio 2000 a Monday Nitro, sconfiggendo Rick Steiner & Mike Rotunda. Super J si alleò con Scott Norton per competere nella 2001 G1 Tag League, e i due riportarono 7 vittorie. Farmer lasciò il Team 2000 nel marzo 2002 per unirsi al gruppo rivale New Japan Army. Le due fazioni si scontrarono fino al settembre 2002 quando il Team 2000 fu assorbito dalla New Japan Army.

### Ritorno al circuito indipendente (2001-2005)
Nel 2004 rispolverò la gimmick di nWo Sting nel circuito indipendente statunitense, finendo poi per combattere in esclusiva nella Ultimate Championship Wrestling, dove vinse il titolo principale nel 2005. Poco tempo dopo si ritirò dal ring.

### Ritorno al wrestling (2018-2020)
Farmer tornò a lottare in Giappone nel 2018 per la Wrestle-1. Inoltre fece anche qualche apparizione nel circuito indipendente nel 2019. Il suo ultimo match si tenne il 28 febbraio 2020, quando lottò in coppia con Keiji Muto perdendo contro Tatsumi Fujinami & Yoshiaki Fujiwara.

## Vita privata
Farmer è il fratello dell'antropologo e medico Paul Farmer.
A fine 2010 Farmer ricopriva il ruolo di project manager all'interno di un programma di ricerca denominato GEAR (Genetics, Exercise, and Research) presso la University of Miami Miller School of Medicine. Il programma mirava a identificare come "il background genetico delle persone influenza la loro propensione all'attività fisica."

## Personaggio
Mosse finali
- Chokeslam[1]
- Cobra clutch slam
- Scorpion Death Drop – copiata da Sting
- Scorpion Deathlock[9] – copiata da Sting

Manager
- Ted DiBiase
- Jimmy Hart

## Titoli e riconoscimenti
- Pro Wrestling Illustrated
  - 130º tra i migliori 500 wrestler singoli nei PWI 500 del 1999
- Altri titoli
  - IWF Tag Team Championship (1) – con Thunder
- Ultimate Championship Wrestling
  - UCW Heavyweight Championship (1)[1]
- Wrestling Observer Newsletter
  - Best Gimmick (1996) – nWo
  - Feud of the Year (1996) New World Order vs. World Championship Wrestling